# Municipalità distrettuale di Chris Hani
La municipalità distrettuale di Chris Hani (in inglese Chris Hani District Municipality) è un distretto della Provincia del Capo Orientale  e il suo codice di distretto è DC13.
La sede amministrativa e legislativa è la città di Komani e il suo territorio si estende su una superficie di 36.144 km².

## Geografia fisica

### Confini
La municipalità distrettuale di Chris Hani confina a nord con quelle di Pixley ka Seme (Provincia del Capo Settentrionale) e Joe Gqabi, a est con quella di O. R. Tambo, a sud con quella di Amatole e a sud e a ovest con quella di Sarah Baartman.

### Suddivisione amministrativa
Il distretto è suddiviso in otto municipalità locali:
- Emalahleni
- Engcobo
- Intsika Yethu
- Sakhisizwe
- Inxuba Yethemba
- Inkwanca
- Tsolwana
- Lukhanji